# نينومييا سونتوكو

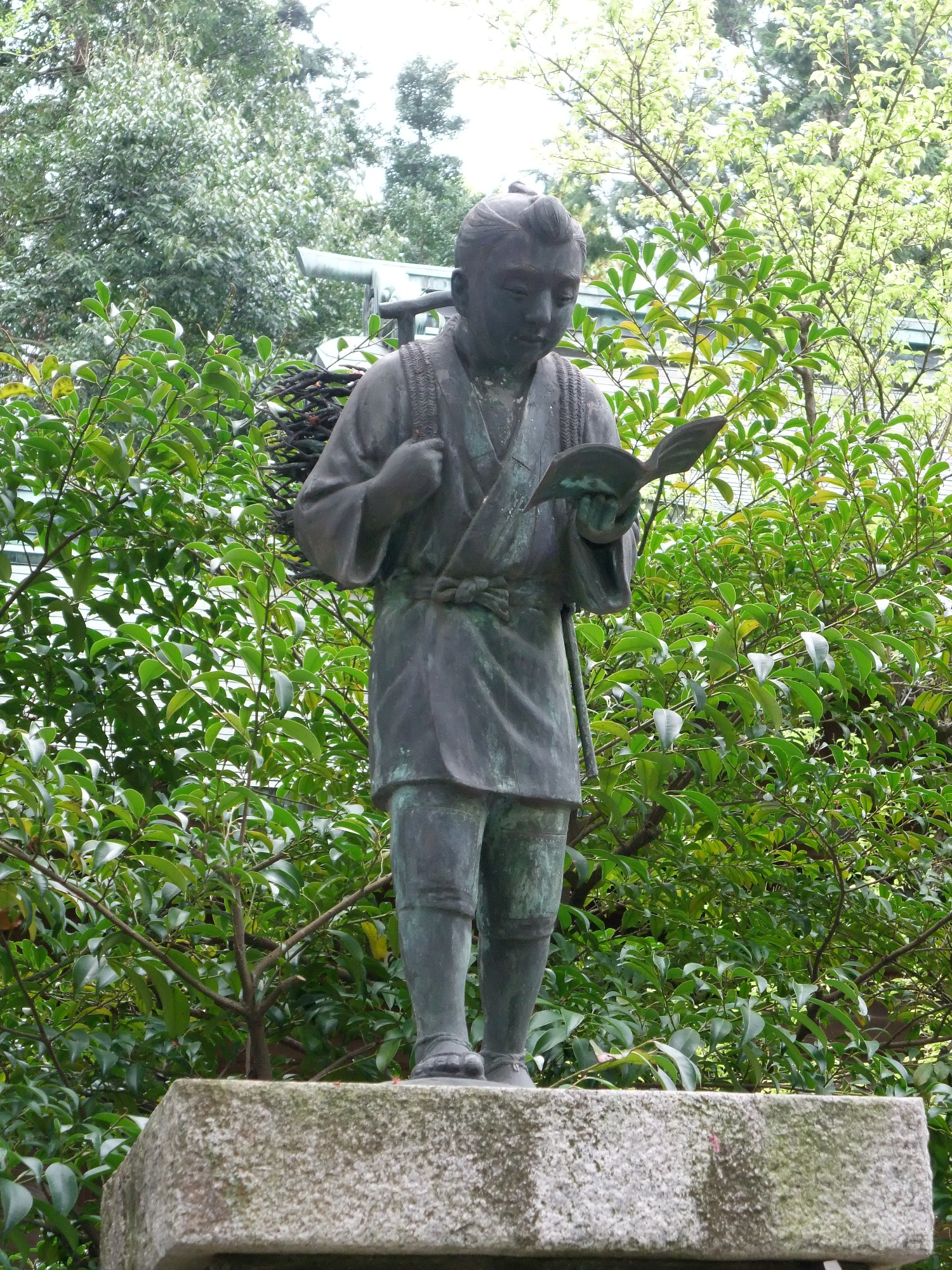
تمثال نينومييا سونتوكو في هوتوكو نينوميا-جينجا في أوداوارا، كاناغاوا

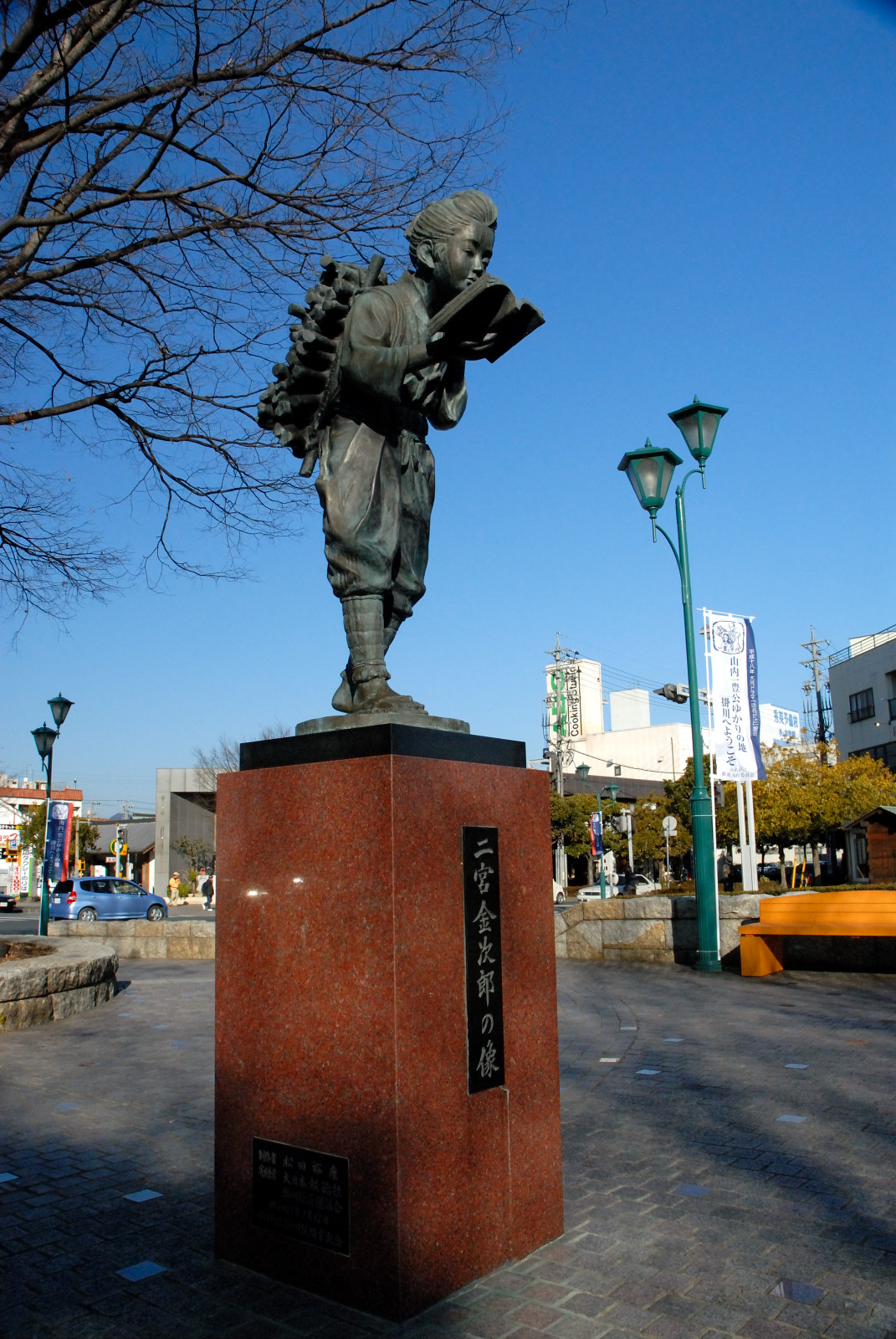
تمثال نينومييا سونتوكو في كاكيجاوا، شيزوكا

نينومييا سونتوكو (二 宮 尊 徳 ، 4 سبتمبر 1787-17 نوفمبر 1856)، من مواليد نينومييا كينجيرو (二 宮 金 次郎)، كان قائدًا زراعيًا، وفيلسوفًا، وأخلاقيًا، وخبيرًا اقتصاديًا يابانيًا بارزًا في القرن التاسع عشر.

## حياته
وُلد نينومييا سونتوكو لعائلة فلاحية فقيرة تحمل اسم كينجيرو في كاياما (栢山)، مقاطعة أشغاراكامي، مقاطعة ساغامي. توفي والده عندما كان في الرابعة عشرة من عمره وتوفيت والدته بعد ذلك بعامين. ثم تم وضعه في منزل عمه.
أثناء عمله في أرض عمّه، درس سونتوكو بمفرده. في وقت لاحق حصل على الأرض المهجورة من حسابه الخاص وحوّلها إلى أرض زراعية، وفي النهاية رمّم منزله بمفرده في سن العشرين. حقّق ثروة كبيرة كمالك عندما كان في العشرينات من عمره. ثم تم تجنيده لإدارة منطقة إقطاعية صغيرة كانت تواجه صعوبات مالية كبيرة. وقد حقّق ذلك من خلال إنعاش الاقتصاد المحلي، وخاصة من خلال التنمية الزراعية. بعد أن سمع الإقطاعي عن إنجازه، قام في النهاية بتجنيد سونتوكو لتشغيل مقاطعة أوداوارا ثم مقاطعة ساغامي.
يقال أنه خلال فترة إدارته حدثت مجاعة أوداوارا. اقترح سونتوكو فتح مخازن الحبوب العامة لإطعام السكّان الجائعين. عارضه زملاؤه البيروقراطيون الذين نبّهوه بأنه يجب أخذ الإذن من قبل شوغون لعامة الناس للوصول إلى متاجر الأرز. أجاب سونتوكو، أنه في هذه الحالة، لا أحد، بما في ذلك البيروقراطيين، يمكنه تناول الأرز العام قبل الحصول على موافقة شوغون. سرعان ما غيّروا رأيهم وقرّروا أنه ينبغي إطعام الناس على الفور نظرًا لأنها حالة طارئة. تم تكليفه في النهاية بأحد ممتلكات الشوغون، وكان ذلك شرفًا كبيرًا لشخص من أصوله المنخفضة.
أصبحت فلسفته ومنهجيته نموذجًا قياسيًا في الأراضي الإقطاعية والإدارة التنموية والاقتصادية. أطلق عليه اسم «سونتوكو» تقديراً لإنجازاته. بعد وفاته، منحه الإمبراطور جيو يوني وسام الرابع الأدنى تحت نظام رتبة القانون.

## فلسفته
على الرغم من أنه لم يترك العمل الفلسفي المكتوب، فقد تم تدوين أفكاره لاحقًا من قبل تلاميذه: توميتا تاكايوشي وفوكوزومي ماساي وسايتو تاكايوكي. جمع نينومييا بين ثلاثة فروع من التعاليم التقليدية- البوذية والشنتية والكونفوشيوسية- وحوّلها إلى مبادئ أخلاقية عملية نضجت من تجاربه. لقد رأى الزراعة على أنها أعلى شكل من أشكال الإنسانية لأنها كانت زراعة الموارد التي قدمها كامي.

## اقتصاده
أكد نينومييا سونتوكو على أهمية الفائدة المركبة التي لم تكن مفهومة جيدًا بين الساموراي والقرويين. [بحاجة لمصدر] وقد حسب نضج كل سعر فائدة لمدة 100 عام لإظهار أهميتها باستخدام العداد الياباني (سوروبان). كان ينظر إلى حياة القرية الزراعية على أنها مجتمعية، حيث تم استثمار الفائض من عام واحد لتطوير المزيد من الأراضي أو توفيرها لسنوات أسوأ، وتقاسمها أفراد المجتمع. كان يدرك أن الأرض المطوّرة تحتوي على قاعدة ضريبية أقل من الأراضي الزراعية المنشأة، وكان بارعًا في الإدارة المالية التي طبّقها على ممتلكاته. شجع المهاجرين من العقارات الأخرى ومكافأتهم إذا نجحوا في إنشاء أسرة زراعية.
بدأ مؤسساته المالية الخاصة المسماة بجوجوكو (五常 講، ご じ ょ う こ う)، والتي يبدو أنها كانت رائدة في الاتحادات الائتمانية. يمكن لكل عضو في اتحاد القرية اقتراض أموال بدون فوائد لمدة 100 يوم، بينما يتقاسم الأعضاء بالكامل التكلفة في حالة التخلف عن السداد. لقد نجح الجمع بين تطوير الأراضي والهجرة والتمويل المجتمعي في ظل الاستخدام الدؤوب للعدادات، وأصبح المنهج القياسي للتنمية الاقتصادية في اليابان الإقطاعية.

## الثقافة الشعبية
ليس من غير المألوف رؤية تماثيل نينومييا في أو أمام المدارس اليابانية، وخاصة المدارس الابتدائية. عادةً ما يظهرونه كصبي يقرأ كتابًا أثناء المشي ويحمل الحطب على ظهره. توصف هذه التماثيل القصص الشعبية التي قالت إن نينومييا كان يقرأ ويدرس في كل لحظة أتيحت له.
هناك إشارة إليه في رواية أوباسان لجوي كوجاوا. غالبًا ما يروي الأب قصة نينومييا سونتوكو لأطفاله، ويروي كيف
 «استيقظ مبكرًا إلى الجبال بحثًا عن الخشب قبل أن ينادي الديك» كوك-كوكو! «إنه يدرس ويعمل كل يوم لإطعام أخيه الرضيع ووالدته. وهكذا أصبح المعلم العظيم، نينومييا سونتوكو من أوداوارا، اليابان.»

## نهب الحرب
في أكتوبر 1994، تصدرت كلية رولينز، وهي كلية فنون ليبرالية خاصة صغيرة في وينتر بارك، فلوريدا، الولايات المتحدة عناوين الصحف الدولية عندما طلبت حكومة اليابان، بناءً على طلب من محافظة أوكيناوا، إعادة تمثال تم أخذه نهبًا للحرب. التقطه كلينتون سي نيكولز، وهو قائد في البحرية الأمريكية وخريج رولينز، بعد معركة أوكيناوا. قدم نيكولز تمثال نينومييا سونتوكو في عام 1946 لرئيس رولينز آنذاك هاميلتون هولت الذي وعد بإبقائه في الردهة الرئيسية لمبنى إدارة وارين بالكلية إلى الأبد.
في البداية، رفضت الكلية العرض الذي قدمه مسؤولو أوكيناوا، الذين اقترحوا تقديم نسخة طبق الأصل من التمثال إلى المدرسة في حالة إعادة النسخة الأصلية. ومع ذلك، بعد التشاور مع الوزارة الخارجية الأمريكية ومجلس أمناء الكلية، قبلت رئيسة رولينز ريتا بورنشتاين العرض. تم إعادة التمثال إلى أوكيناوا في عام 1995 لإحياء الذكرى الخمسين لنهاية الحرب العالمية الثانية. بالإضافة إلى تزويد الكلية بنسخة طبق الأصل من التمثال الأصلي، وقّعت حكومة أوكيناوا ورولينز «اتفاقية تعاون» تتعهد بتطوير مشاريع تعاونية بين الكلية ومدرسة شوغاكو جونيور والثانوية العليا - حيث تم وضع التمثال الأصلي.